# Los Molinos (Kalifornia)
Los Molinos – jednostka osadnicza w Stanach Zjednoczonych, w stanie Kalifornia, w hrabstwie Tehama.